# رابرت بیکن (بازیکن فوتبال)
رابرت بیکن (انگلیسی: Robert Bacon؛ زادهٔ ۸ فوریهٔ ۱۹۸۹) بازیکن فوتبال است.